# (4552) Nabelek
(4552) Nabelek es un asteroide perteneciente al cinturón de asteroides, descubierto el 11 de mayo de 1980 por Antonín Mrkos desde el Observatorio Kleť, České Budějovice, República Checa.

## Designación y nombre
Designado provisionalmente como 1980 JC. Fue nombrado Nabelek en homenaje a "Jan Nabelek" actualmente el miembro más antiguo de un grupo de profesores en Nove Mesto, Moravia, al comienzo de la Segunda Guerra Mundial.

## Características orbitales
Nabelek está situado a una distancia media del Sol de 2,152 ua, pudiendo alejarse hasta 2,488 ua y acercarse hasta 1,817 ua. Su excentricidad es 0,155 y la inclinación orbital 2,232 grados. Emplea 1153 días en completar una órbita alrededor del Sol.

## Características físicas
La magnitud absoluta de Nabelek es 13,6.